# 理察·弗拉納根
理查·費納根（Richard Flanagan，1961年—），澳洲作家、記者及制片人。

## 生平
費纳根出生于塔斯马尼亚，在家中排行第五，二十多歲時他於塔斯马尼亚大学获得艺术系一级荣誉，之后他獲得獎學金赴英国牛津大学伍斯特学院深造，并取得歷史系硕士学位。1994年，費納根正式踏入文壇，推出處女作《河流领路人之死》，1997年推出第二部作品《一个巴掌能拍响》，並改編成同名電影，入圍第48屆柏林影展競賽電影金熊獎，2001年，弗拉纳根依照艺术家威廉·古尔德的经历写出了《顾尔德的钓鱼书》，奪得2002年英聯邦作家獎，2006年推出《无名的恐怖分子》，2008年推出《欲望》，獲得昆士兰总理奖、西部澳大利亚总理奖和塔斯马尼亚图书奖，以及成為《纽约客》、《华盛顿邮报》、《伦敦观察报》等報章雜誌的年度好书奖，同年協作撰寫電影澳大利亞的劇本，2013年推出《行過地獄之路》，費納根以本書榮獲2014年的曼布克獎。成為繼《辛德勒的名單》後第四位獲獎的澳洲作家。。